# Cenatio Iovis
La Cenatio Iovis era un ambiente di rappresentanza nella Domus Flavia, una sezione del palazzo di Domiziano (Domus Augustiana) sul colle Palatino a Roma (identificabile secondo alcuni nel tempio dedicato agli dèi sul Palatino, quell'aedes Divorum in Palatio). L'intero nuovo palazzo imperiale si calcola che ricoprisse 49.000 m².

## Storia
L'aula denominata cenatio Iovis faceva parte dell'enorme complesso della Domus Augustiana i cui lavori iniziarono poco dopo il grande incendio di Roma del 64. In seguito vennero diretti dall'architetto Rabirio (dall'81, anno dell'ascesa al potere di Domiziano) e furono conclusi nel 92.
Il primo che andò ad abitare il nuovo palazzo della Domus Augustiana fu Nerone. Dopo di lui fu la volta di Galba il quale fece collocare nella prima aula Regia (antecedente alla ricostruzione di Domiziano), un albero genealogico che lo faceva risalire a Giove.
Vespasiano, dopo essere stato acclamato dalle truppe imperator (1 luglio del 69), quando giunse a Roma nel 70, preferì risiedere negli horti Sallustiani, frequentando poco il palazzo sul Palatino, considerandolo più che altro un luogo pubblico aperto al popolo romano. Al contrario il figlio Domiziano, allora diciottenne (nel 69), abitò nella Domus Augustiana. E sembra che qui abitò anche il potente generale Gaio Licinio Muciano, prezioso alleato di Vespasiano al momento dell'ascesa al trono, in qualità di tutore del minore dei due figli del nuovo imperatore.

## Descrizione della struttura

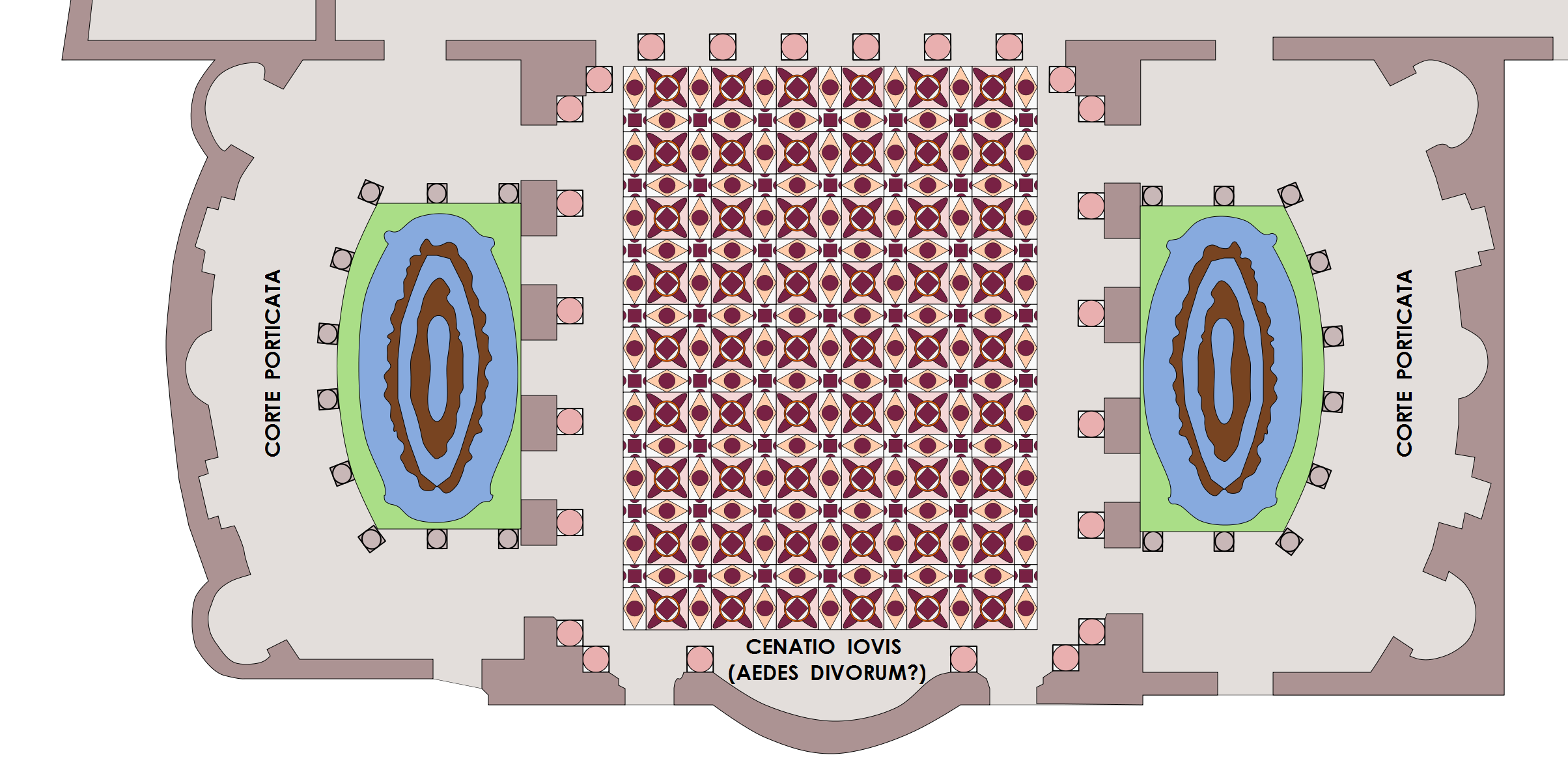
La parte meridionale della Domus Flavia, il cosiddetto triclinium (o cenatio Iovis) della parte pubblica del palazzo di Domiziano.

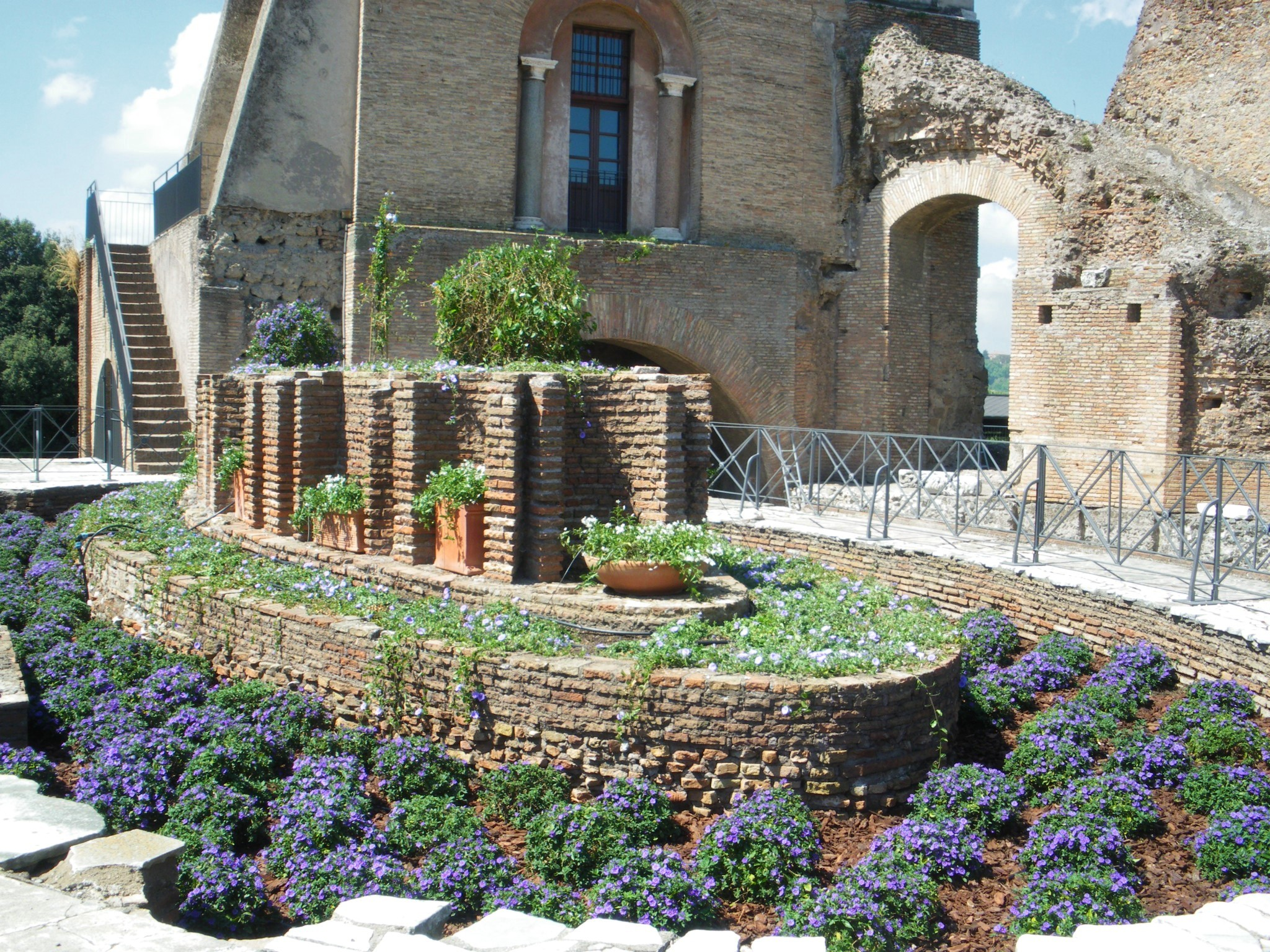
Fontana a fianco della Cenatio Iovis

Si trattava della parte finale della parte pubblica della Domus Augustiana (Domus Flavia). Era un ambiente molto ampio ed elevato, forse non inferiore alla vicina aula Regia e misurava 941 m² di superficie. Confinava a nord con il lato meridionale del peristilio. La sala era grande poco meno della cosiddetta "aula Regia". La posizione della sala rispetto al vestibulum, composto dall'"aula regia-basilica e larario", ed al peristilium centrale con la fontana ottagonale, fanno ritenere che si trattasse di un'area triclinare denominata Cenatio Iovis (sala da pranzo imperiale). Ciò non esclude però che si trattasse anche del tempio dedicato agli dèi sul Palatino e citato negli atti degli arvali del 145 d.C. (aedes Divorum in Palatio).
Si accedeva alla sala dal peristilio attraverso un importante ingresso tra alte colonne in granito rosa con capitelli in stile corinzio. Il secondo ordine era caratterizzato da paraste in marmo bianco, per poi terminare forse con un terzo ordine, raggiungendo i 29,60 metri di altezza, simile a quella dell'aula Regia. Le pareti erano poi rivestite di preziosi marmi e il pavimento in opus sectile, di cui si è conservato un frammento nell'abside meridionale. Aveva un'abside poco profonda e ci sono pervenuti vari resti della pavimentazione marmorea in opus sectile, che poggiava su un ipocausto, cioè un sistema di riscaldamento composto da camere sotterranee dove scorreva l'aria calda.
L'ambiente laterale di destra si è conservato piuttosto bene e presenta al centro una fontana ovale (in larga parte restaurata), che doveva allietare i banchettanti tramite le grandi finestre che qui si aprivano dall'ambiente accanto. In modo simmetrico vi era un ambiente laterale di sinistra con fontana e cortile porticato, decorato con nicchie e statue. Sotto la pavimentazione domizianea ne è stata rinvenuta un'altra ben più spettacolare, appartenente alla Domus Transitoria di Nerone.

## Funzione
La posizione della sala sull'asse del complesso "pubblico" del palazzo flavio fa pensare a una funzione di rappresentanza legata alle udienze imperiali. L'imperatore ospitava spesso sontuosi banchetti, ai quali Domiziano invitava fino anche a 1.000 persone. Gli invitati erano divisi in base al rango nelle diverse e numerose sale, anche attorno al peristilium, mentre l'imperatore passeggiava tra loro e si soffermava con gli invitati intrattenendosi con alcuni anche in modo paritario. Occupava invece la sala più grande e prestigiosa con gli amici a lui più affezionati. Non è un caso che, poiché Domiziano era accostato alla divinità maggiore dell'Olimpo romano, Giove, questa sala di maggior rappresentanza fosse chiamata cenatio Iovis. Marziale aggiunge che il nuovo palazzo imperiale poteva ora ospitare degni banchetti (convivia) che facevano da sfondo a prelibatezze culinarie come caviale di storione o rombi giganti.